# Prodasineura longjingensis
Prodasineura longjingensis là loài chuồn chuồn trong họ Platycnemididae. Loài này được Zhou mô tả khoa học đầu tiên năm 1981.